# Billy Joe Castle
Billy Joe Castle (* 14. Juli 1992) ist ein englischer Snookerspieler aus Southampton. 2017 wurde er englischer Amateurmeister und spielte danach vier Jahre als Profi auf der World Snooker Tour.

## Karriere

### Jugendjahre
Billy Castle stammt ursprünglich aus dem Küstenort Marchwood am Southampton Water. Mit 11 Jahren begann er in der erfolgreichen Jugendabteilung des Chandlers Ford Snooker Clubs im benachbarten Eastleigh. Mit 14 Jahren gewann er sein erstes lokales Turnier in Gosport. In den folgenden Jahren entwickelte er sich zu einem der besten Spieler im Süden Englands, er holte einige Amateurtitel und wurde auch für das Team des englischen Verbands ausgewählt. 2011 nahm er an der Players Tour Championship, einer Serie von für Amateure offenen Profiturnieren teil. Bei beiden in Gloucester ausgetragenen Turnieren erreichte er die Hauptrunde, war dann aber jeweils gegen die Profispieler chancenlos. Im Jahr darauf erreichte er bei der Amateurweltmeisterschaft das Viertelfinale. Einen ernsthaften Anlauf Snookerprofi zu werden unternahm er jedoch nicht.
Dies änderte sich erst 2015, als er südenglischer Meister wurde und damit bei der englischen Meisterschaft im Finale stand. Im selben Jahr bewarb er sich in der Q School um ein Ticket für die Snooker Main Tour und erreichte beim zweiten Turnier immerhin das Gruppenviertelfinale. Über die Q-School-Gesamtwertung bekam er so erstmals einen der frei gebliebenen Startplätze in der Qualifikation für ein Profiturnier, die Australian Goldfields Open 2015. Im Jahr darauf gewann Castle die offene Westengland-Meisterschaft sowie die South of England Championship Tour. In diesem Titelgewinn enthalten war die freie Teilnahme an der Q School 2017. Im zweiten Anlauf gelang ihm dort mit 24 Jahren die Main-Tour-Qualifikation. Im ersten Turnier besiegte er im Halbfinale seiner Gruppe Zhang Yong und im Finale Paul Davison. Beide Gegner waren zuvor bereits als Profis aktiv gewesen. Für Castle bedeutete der Sieg die Startberechtigung für die Profiturniere der folgenden beiden Spielzeiten.
Bevor er Profi wurde, erreichte Castle im Juni 2017 zum zweiten Mal das Finale der English Amateur Championship und gewann diesmal den Titel mit einem 10:8-Sieg über David Lilley.

### Die Jahre auf der Profitour
Der Engländer startete mit zwei Zu-null-Niederlagen in seine erste Profisaison 2017/18. Es dauerte bis zu seinem sechsten Turnier, dem European Masters, bis er seinen ersten Sieg mit 4:3 über Jimmy White erringen konnte. Anschließend schlug er aber auch noch Martin Gould und Aditya Mehta mit demselben Ergebnis und erst im Achtelfinale des Turniers war gegen Cao Yupeng Schluss, ebenfalls knapp mit 3:4. Danach folgten aber wieder sehr viele Auftaktniederlagen, nur bei den Northern Ireland Open kam er in Runde 2 und beim 1-Frame-Shoot-Out erreichte er mit Siegen über Chris Wakelin und erneut Jimmy White Runde 3. Höhepunkt seines zweiten Profijahrs war das Paul Hunter Classic 2018, wo er zum zweiten Mal ein Achtelfinale erreichte, nachdem er unter anderem Xiao Guodong geschlagen hatte. Mit dem Erreichen der dritten Runde bei den Northern Ireland Open und den Scottish Open und 3 weiteren Auftaktsiegen kam er aber in der Weltrangliste nie über Platz 87 hinaus, was ihn wieder seinen Profistatus kostete.
Er nutzte aber die Gelegenheit, seine Tourzugehörigkeit direkt nach Saisonende über die Q School zu verlängern. Im dritten Turnier verlor er zwar das Entscheidungsspiel gegen Alex Borg, in der Q-School-Gesamtwertung belegte er aber einen der vorderen Ränge und bekam doch noch eine 2-Jahres-Tourcard. Sein drittes Profijahr begann wieder mit einer Reihe von Auftaktniederlagen und erneut brachten die Northern Ireland Open ein Erfolgserlebnis mit dem Erreichen von Runde 3. Auch in dieser Saison erreichte er wieder ein Achtelfinale, diesmal beim Snooker Shoot-Out mit einem 1:0-Sieg über Toppspieler Ronnie O’Sullivan. Daneben gelangen ihm noch 2 einzelne Siege. In der bereinigten Weltrangliste brachte ihn das zu Beginn der Saison 2020/21 zwar auf Platz 86, rutschte danach aber immer weiter ab. Sein Handicap war, dass er keinen eigenen Snookertisch hatte und sein Trainingsclub in Reading wegen der COVID-19-Pandemie geschlossen war. Er verlor reihenweise seine Erstrundenmatches und nur bei den beiden Gruppenturnieren, der Championship League und der WST Pro Series, konnte er punkten. Bei der Weltmeisterschaft zum Ende der Saison gelang ihm gegen den Amateur Connor Benzey sein einziger Sieg bei einem Ausscheidungsturnier. Als Nummer 108 der Rangliste verlor er erneut seinen Profistatus.
Im dritten Turnier der anschließenden Q School erreichte Castle erneut das Entscheidungsspiel und verlor erneut. Da er aber diesmal im zweiten Turnier bereits in Runde 1 ausgeschieden war, reichte es diesmal auch nicht für eine neue Tourcard über die Order of Merit.

## Privates
Billy Castle ist von Beruf Landschaftsgärtner und hat Frau und zwei Kinder. In den 2010ern zog er nach Reading und trainiert seitdem in Berkshire. Sein jüngerer Cousin Shane Castle ist ebenfalls ein erfolgreicher Snookerspieler und Q-School-Teilnehmer.

## Erfolge
Profiturniere
- Achtelfinale: European Masters (2017), Paul Hunter Classic (2018), Snooker Shoot-Out (2020)

Amateurturniere
- Sieger der English Amateur Championship 2017
  - Sieger der South English Amateur Championship  2015, 2017
- Sieger der South of England Championship Tour 2016